# Barrio Cuba
Barrio Cuba es una película dramática cubana estrenada en el 2005 y dirigida por Humberto Solás.

## Sinopsis
Magalis, Ignacio, Vivian, Miguelito y Santo son algunos de los personajes que pueblan Barrio Cuba. 
Personajes castigados por el horror del presente y un futuro que ellos mismos no logran adivinar dónde puede comenzar. La realidad es una ruina, pero no la ruina del Romanticismo ni de la de-construcción de la Postmodernidad; por el contrario, es la ruina en un sentido más lato del término, esa que lo descompone todo. Barrio Cuba, no es un barrio; es toda una nación desmoronada. Desde el pretil de los edificios hasta los valores morales, todo está afectado por la pobreza extrema y la depauperación de la vida. Y es, sobre todo, una llamada de atención -visual y explícita- sobre la relación entre las condiciones de vida y la incertidumbre que termina en desmoralización y la enajenación. 
Migraciones internas, escaseces de toda índole, marginalización de la vida a todos los niveles, prostitución forzada por la miseria. Barrio Cuba es un filme fenomenal que ofrece una fotografía desde dentro de la Cuba postsoviética, pero de la verdadera Cuba, más allá de la sección restaurada de La Habana Vieja, de los hoteles de El Vedado y de los paseos en románticos carros americanos de colores fosforescentes. 

## Palmarés cinematográfico
- Premio del público Colón de Plata. Festival de Huelva, España, 2005.
- Mención Especial al realizador Humberto Solás. Festival de Huelva, España, 2005.
- Premio Especial del Jurado. 27 Festival Internacional del Nuevo Cine Latinoamericano. La Habana, Cuba, 2005.
- Premio a la Mejor Actuación femenina (ex aequo) a Luisa María Jiménez. 27 Festival Internacional del Nuevo Cine Latinoamericano. La Habana, Cuba,2005.
- Tercer Premio del Público. 27 Festival Internacional del Nuevo Cine Latinoamericano. La Habana, Cuba, diciembre de 2005.
- Premio al Mejor Cartel Cinematográfico. 27 Festival Internacional del Nuevo Cine Latinoamericano. La Habana, Cuba, 2005.
- Premio El Mégano, otorgado por la Federación Nacional de Cine Clubes. 27 Festival Internacional del Nuevo Cine Latinoamericano. La Habana, Cuba, 2005.
- Reconocimiento de Casa de las Américas. 27 Festival Internacional del Nuevo Cine Latinoamericano. La Habana, Cuba, 2005.
- Premio del Público (ex aequo). 8º Festival internacional de Cine de Santo Domingo, febrero de 2006.
- Premio a la Mejor Actriz de Reparto (ex aequo) a Luisa María Jiménez. 46 Festival de Cine de Cartagena, marzo de 2006.
- Premio al Mejor Actor a Rafael Lahera. 8.º. Festival internacional de Cine de Santo Domingo, febrero de 2006.
- Premio al Mejor Actor de Reparto a Mario Limonta. 46 Festival de Cine de Cartagena, marzo de 2006.
- Mención Especial a la actriz Broselianda Hernández, Festival de Cine de Providence.
- Premio a la Mejor Actuación Femenina para Luisa María Jiménez. Festival Ceará, mayo de 2006, Fortaleza, Brasil.